# Dissident
"Dissident" é uma música da banda americana de rock Pearl Jam, lançada em 1994 como o quarto single do segundo álbum de estúdio da banda, Vs. (1993). A música alcançou o terceiro lugar na lista de singles de rock da Revista Billboard. Em 2004, a música foi incluída em um álbum de maiores sucessos do Pearl Jam, intitulado rearviewmirror (Greatest Hits 1991–2003).

## Origem e gravção
Uma versão inicial da música foi vista pela primeira vez, sendo tocada pela banda durante os intervalos comerciais do Acústico que o Pearl Jam gravou para a MTV.  Depois de "Black", durante o intervalo comercial, a banda faz um breve improviso daquilo que viria a ser o riff básico de "Dissident". Isso fica evidente em bootlegs e filmagens feitas naquela oportunidade.

## Letras
O vocalista Eddie Vedder sobre "Dissident":

Em "Dissident", na verdade eu estou falando de uma mulher que acolhe alguém procurado pela polícia por razões políticas. Ele está fugindo, e ela oferece refúgio a ele. Mas ela não aguenta a responsabilidade. Ela acaba entregando ele, e agora tem que viver com a culpa e percepção de que traiu a única coisa que dava sentido a sua vida. Isso tornou a vida dela muito díficil. Transformou a vida dela em um inferno. Deu sentido a vida dela, mas ela não aguentou e acabou titubeando. Essa é a tragédia da música.

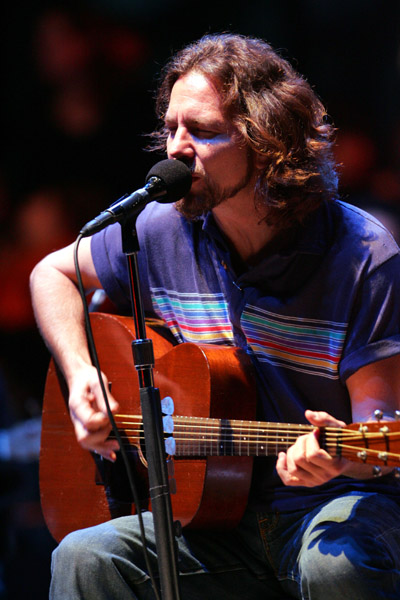
Eddie Vedder, vocalista do Pearl Jam

Em um show do Pearl Jam no dia 17 de Março de 1994, na cidade de West Lafayette, Indiana, na Purdue University, Vedder afirmou que o "holy no" ('não' sagrado) na música se refere a estupro, tendo em vista que "as palavras de uma mulher são sagradas, e que 'não' significa 'não', e isso é o 'não sagrado'."

## Lançamento e recepção
Enquanto "Dissident" era lançado comercialmente nos mercados internacionais em 1994, o single não foi lançado nos Estados Unidos até 27 de Junho de 1995, estando, antes disso, disponível apenas como single importado, custando muito mais caro por conta disso. "Dissident" alcançou o terceiro lugar na parada de rock da Billboard. Fora dos Estados Unidos, a música foi lançada comercialmente na Áustria, Alemanha, Japão, Países Baixos, África do Sul, e no Reino Unido. No Reino Unido, "Dissident" chegou ao Top 20. "Dissident" alcançou a posição 97 na Alemanha, chegou ao top 30 na França, e ficou entre os dez maiores sucessos na Irlanda e Noruega. Ficou entre os vinte maiores sucesso nos Países Baixos. "Dissident" é um dos maiores sucessos da banda e até hoje toca em estações de rádio.

## Performances ao vivo
A banda tocou "Dissident" pela primeira vez num show realizado no dia 13 de Maio de 1993, em São Francisco, California no Slim's Café. Performances ao vivo da música podem ser ouvidas no single de "Dissident", em vários bootles oficiais, e na coletânea Live at the Gorge 05/06. Uma performance da música também pode ser encontrada no DVDTouring Band 2000.

## Faixas
Todas as músicas foram compostas por Dave Abbruzzese, Jeff Ament, Stone Gossard, Mike McCready, e Eddie Vedder, exceções foram mencionadas:
CD (EUA, Áustria, Alemanha, Japão, e África do Sul)
1. "Dissident" – 3:35
2. "Release" (ao vivo) (Ament, Gossard, Dave Krusen, McCready, Vedder) – 4:54
3. "Rearviewmirror" (ao vivo) – 5:30
4. "Even Flow" (ao vivo) (Vedder, Gossard) – 5:04
5. "Dissident" (ao vivo) – 3:24
6. "Why Go" (ao vivo) (Vedder, Ament) – 3:49
7. "Deep" (ao vivo) (Vedder, Gossard, Ament) – 4:44
  - As músicas ao vivo foram gravadas em 3 de Abril de 1994, no Fox Theatre em Atlanta, Georgia.

CD (Reino Unido) (Parte 1)
1. "Dissident" – 3:32
2. "Release" (ao vivo) (Ament, Gossard, Krusen, McCready, Vedder) – 4:54
3. "Rearviewmirror" (ao vivo) – 5:30
4. "Even Flow" (ao vivo) (Vedder, Gossard) – 5:04
  - As músicas ao vivo foram gravadas em 3 de Abril de 1994, no Fox Theatre em Atlanta, Georgia.

CD (Reino Unido) (Parte 2)
1. "Dissident" – 3:32
2. "Dissident" (ao vivo) – 3:24
3. "Why Go" (ao vivo) (Vedder, Ament) – 3:49
4. "Deep" (ao vivo) (Vedder, Gossard, Ament) – 4:44
  - As músicas ao vivo foram gravadas em 3 de Abril de 1994, no Fox Theatre em Atlanta, Georgia.

CD (Áustria e Países Baixos)
1. "Dissident" – 3:35
2. "Release" (ao vivo) (Ament, Gossard, Krusen, McCready, Vedder) – 4:54
  - As músicas ao vivo foram gravadas em 3 de Abril de 1994, no Fox Theatre em Atlanta, Georgia.

7" Vinil (Países Baixos e Reino Unido) and Cassette (Reino Unido)
1. "Dissident" – 3:32
2. "Rearviewmirror" (ao vivo) – 5:08
  - As músicas ao vivo foram gravadas em 3 de Abril de 1994, no Fox Theatre em Atlanta, Georgia.

### Versões alternativas
Duas versões alternativas do single foram lançadas sem conterem a música "Dissident". As faixas dessas versões são as seguintes:
"Dissident" #2 CD (Europa e Alemanha)
1. "Jeremy" (ao vivo) (Vedder, Ament) – 3:00
2. "Glorified G" (ao vivo) – 3:19
3. "Daughter" (ao vivo) – 5:07
4. "Go" (ao vivo) – 2:57
5. "Animal" (ao vivo) – 2:48
6. "Garden" (ao vivo) (Vedder, Gossard, Ament) – 6:52
7. "State of Love and Trust" (ao vivo) (Vedder, McCready, Ament) – 3:58
8. "Black" (ao vivo) (Vedder, Gossard) – 5:45
  - As músicas ao vivo foram gravadas em 3 de Abril de 1994, no Fox Theatre em Atlanta, Georgia.

"Dissident" #3 CD (Europa e Alemanha)
1. "Alive" (ao vivo) (Vedder, Gossard) – 5:08
2. "Blood" (ao vivo) – 3:39
3. "W.M.A." (ao vivo) (com Doug Pinnick e Jerry Gaskill do King's X) – 6:24
4. "Elderly Woman Behind the Counter in a Small Town" (ao vivo) – 3:43
5. "Rats" (ao vivo) – 4:37
6. "Once" (ao vivo) (Vedder, Gossard) – 3:21
7. "Porch" (ao vivo) (Vedder) – 11:01
8. "Indifference" (ao vivo) – 5:00
  - As músicas ao vivo foram gravadas em 3 de Abril de 1994, no Fox Theatre em Atlanta, Georgia.

### "Dissident"/Live in Atlanta
Juntos, os três singles de "Dissident" compilam o show realizado pela banda no dia 3 de abril de 1994 em Atlanta, Georgia, sendo que a única omissão foram as músicas do disco que ainda não tinha sido lançado Vitalogy ("Whipping", "Better Man", e "Satan's Bed") e o cover da banda The Dead Boys, "Sonic Reducer". Os três singles foram lançados numa coletânea intitulada Live in Atlanta lançada na Europa.
CD Box Set (Europa)
Disco um
1. "Dissident" – 3:35
2. "Release" (ao vivo) (Ament, Gossard, Krusen, McCready, Vedder) – 4:54
3. "Rearviewmirror" (ao vivo) – 5:30
4. "Even Flow" (ao vivo) (Vedder, Gossard) – 5:04
5. "Dissident" (ao vivo) – 3:24
6. "Why Go" (ao vivo) (Vedder, Ament) – 3:49
7. "Deep" (live) (Vedder, Gossard, Ament) – 4:44

Disco dois
1. "Jeremy" (ao vivo) (Vedder, Ament) – 3:00
2. "Glorified G" (ao vivo) – 3:19
3. "Daughter" (ao vivo) – 5:07
4. "Go" (ao vivo) – 2:57
5. "Animal" (ao vivo) – 2:48
6. "Garden" (ao vivo) (Vedder, Gossard, Ament) – 6:52
7. "State of Love and Trust" (ao vivo) (Vedder, McCready, Ament) – 3:58
8. "Black" (ao vivo) (Vedder, Gossard) – 5:45

Disco três
1. "Alive" (ao vivo) (Vedder, Gossard) – 5:08
2. "Blood" (ao vivo) – 3:39
3. "W.M.A." (ao vivo) (com Doug Pinnick e Jerry Gaskill do King's X) – 6:24
4. "Elderly Woman Behind the Counter in a Small Town" (ao vivo) – 3:43
5. "Rats" (ao vivo) – 4:37
6. "Once" (ao vivo) (Vedder, Gossard) – 3:21
7. "Porch" (ao vivo) (Vedder) – 11:01
8. "Indifference" (ao vivo) – 5:00
  - As músicas ao vivo foram gravadas em 3 de Abril de 1994, no Fox Theatre em Atlanta, Georgia.

## Posição nas paradas
| Parada (1994)                     | Posição |
| --------------------------------- | ------- |
| Parada de singles Norueguesa      | 2       |
| Parada de Rock nos Estados Unidos | 3       |
| Parada de singles Irlandesa       | 7       |
| Parada de singles Holandesa       | 14      |
| Parada de singles Inglesa         | 14      |
| Parada de singles Francesa        | 24      |
| Parada de singles Alemã           | 97      |

## Louvores
As informações referentes a louvores recebidos por "Dissident" foram adaptadas, em parte, de Acclaimed Music.
| Publicação   | País          | Prêmio                              | Ano  | Posição |
| ------------ | ------------- | ----------------------------------- | ---- | ------- |
| The Movement | Nova Zelândia | "Os 77 melhores singles do anos 90" | 2004 | 31      |